# ポシンタン
ポシンタン（補身湯、ほしんとう）は、犬の肉を使用した朝鮮半島の料理で、朝鮮語(韓国語)の言葉通りに「体に栄養を補うスープ」を意味している。犬鍋とも言われる。
もとの名はケジャンクク（개장국、ケは犬、ジャンククはすまし汁）である。1980年代序盤、犬の食用を禁じた当局の取り締まりを避けるため、よく知られていた補身湯という名称を伏せるために作られた別名称が存在する。これらはいずれも韓国での呼び名で、北朝鮮では犬肉を「タンゴギ」（단고기）と呼ぶ。韓国においては犬肉を野菜とともに煮込んだスープが出される。
朝鮮において、犬焼酎を含めて犬食文化の一つであり、韓国では特に伏日の日に夏場の強壮料理として好んで食べられている。犬の肉を食べることが稀である日本や欧米では理解されず、1988年のソウルオリンピックや2002年のFIFAワールドカップなどの機会に注目され、野蛮であるとして国際世論や動物愛護団体から批判を浴びてきた。ソウルオリンピックの前には取扱い禁止令が出たが、犬肉料理店は看板を表通りから引き揚げたり表向きの料理名を変えたりして営業を続けた。その後禁止令は有名無実化し、2008年時点ではソウル市内に約500軒の犬肉料理店が存在すると報じられている。
2000年代後半時点において、韓国では年間200万頭ないし400万頭の犬肉を消費しているとされる。韓国では動物愛護団体の反対のため、1970年代に犬肉が法律上の食肉から除外され、その後は犬肉の処理や流通に関する法規が存在しない状態が続いていた。しかし韓国政府は衛生上の問題があるとして、2008年に食用犬の衛生基準の制定や衛生検査の実施を行う意向を示した。韓国国内の動物愛護団体は、時代に逆行しているとして、この動きに反対している。
韓国政府調査では、2020年2月時点で犬肉提供飲食店は韓国国内に1600カ所以上、食用犬の飼育農場は1150カ所以上確認されてある。2024年1月の報道によると飼育農場には最低でも52万頭以上の食用犬が飼育されている。2024年1月9日の犬食禁止法を受け、これら関連者への金銭補償が問題になっている。

## 主な名称一覧
| ハングル | 漢字表記 | 文化観光部2000年式 | マッキューン＝ライシャワー式 | 発音             |
| -------- | -------- | ------------------ | ---------------------------- | ---------------- |
| 보신탕   | 補身湯   | bosintang          | posint'ang                   | ポシンタン       |
| 영양탕   | 營養湯   | yeongyangtang      | yŏngyangt'ang                | ヨンヤンタン     |
| 보양탕   | 補養湯   | boyangtang         | poyangt'ang                  | ポヤンタン       |
| 개장(국) | 개醬(국) | gaejang(guk)       | kaejang(kuk)                 | ケジャン（クク） |
| 사철탕   | 四철湯   | sacheoltang        | sach'ŏlt'ang                 | サチョルタン     |
| 단고기탕 | 단고기湯 | dangogitang        | tankogit'ang                 | タンゴギタン     |
| 구탕     | 狗湯     | gutang             | kut'ang                      | クタン           |
| 구장     | 狗醬     | gujang             | kujang                       | クジャン         |
| 지양탕   | 地羊湯   | jiyangtang         | chiyangt'ang                 | チヤンタン       |
| 멍멍탕   | 멍멍湯   | meongmeongtang     | mŏngmŏngt'ang                | モンモンタン     |

## ペットの犬泥棒問題・犬殺害問題
韓国・YTNテレビの2016年7月13日の放送は、韓国版の土用の丑の日にあたる伏日を前に、全国で犬泥棒が相次いでいると報じた。伏日は毎年7〜8月に3回あり、毎年この期間を中心に一般家庭などから飼い犬が盗まれる事件が頻発するという。全羅南道井邑市周辺の村々では、20代のカップルを含む4人がひと月で7匹の犬を盗み、健康食品を扱う店などに材料として売っていたことが発覚、警察に検挙された。盗んだ中に生後間もない犬、天然記念物に指定された貴重な犬もいたが、1匹200万ウォン（約18万2000円）は下らないという犬も10万ウォン（約9000円）程度で売られていた。2018年に隣家のコーギーに石を投げて動かなくなったところを絞殺して、隣家の飼い主一家を招いて一緒に食べた事件が起きている2020年5月17日に犬焼酎を作るために家を建ててまで子犬を育てると嘘を言って、親子とも殺害して食べた老人が詐欺罪で検挙された。